# Episodi di Digimon Adventure 02
La storia, che avviene in una linea temporale alternativa del mondo reale, si svolge tre anni dopo gli avvenimenti di Digimon Adventure con una nuova generazione di Digiprescelti. Nei loro tentativi di mantenere la pace a Digiworld, i bambini prescelti combattono contro nuovi nemici ed altri che tornano per vendicarsi.
Creata dalla Toei Animation, la serie è andata in onda in Giappone su Fuji TV tra il 2 aprile 2000 e il 25 marzo 2001.. Fu diretta da Hiroyuki Kakudō e prodotta da Keisuke Okuda; la colonna sonora è stata composta da Takanori Arisawa, mentre i personaggi sono stati disegnati da Katsuyoshi Nakatsuru.
In un sondaggio del 2001 pubblicato dal magazine giapponese di Anime ed intrattenimento Animage tra i suoi lettori, Digimon Adventure 02 si piazzò diciassettesimo, pareggiando con il film del 1988 Il mio vicino Totoro, nella lista degli anime che dovrebbero essere ricordati maggiormente nel XXI secolo.

## Episodi
| Nº                                        | Titolo italiano Giapponese 「Kanji」 - Rōmaji - Traduzione letterale | In onda           | In onda          |
| Nº                                        | Titolo italiano Giapponese 「Kanji」 - Rōmaji - Traduzione letterale | Giapponese        | Italiano         |
| Arco dell'Imperatore Digimon (21 episodi) | |                   |                  |
| 1                                         | Ritorno a Digiworld 「勇気を受け継ぐ者」 - Yūki o Uketsugu Mono – "Colui che eredita il coraggio" | 2 aprile 2000     | 4 ottobre 2001   |
| 1                                         | Sono passati tre anni da quando i Digiprescelti salvarono la Terra e Digiworld dai numerosi nemici che assediavano i due mondi. Adesso, però, il mondo digitale è nuovamente minacciato, stavolta da un umano, il quale si definisce l'Imperatore Digimon. Questo misterioso tiranno, con i suoi Anelli del Male, riesce a piegare al proprio volere ogni Digimon e tramite i suoi Obelishi di Controllo rende la normale Digievoluzione impossibile. Gatomon, Patamon e Agumon chiedono aiuto a Tai, ormai alle medie, che accorre subito per aiutare gli amici. Nel frattempo, nel mondo reale, TK, adesso ha dodici anni, dopo essersi trasferito in un nuovo condominio, conosce Yolei Inoue e Cody Hida e nella sua nuova scuola ritrova l'amica Kari, la quale è corteggiata da Davis Motomiya, ragazzo identico a Tai che gioca nella stessa squadra di calcio dove giocava Tai. Grazie ad una e-mail di Tai, Izzy, TK, Kari e Davis scoprono che Digiworld è di nuovo in pericolo, mentre Tai rinviene il Digiuovo del Coraggio. Il Digiuovo, attivatosi, invia tre Digivice nel mondo reale: uno a Davis, uno a Yolei e un altro a Cody. Così TK e Kari, seguiti da Davis, ritornano a Digiworld dove ritrovano Tai, Agumon, Gatomon e Patamon. Il Digiuovo, dopo essere stato preso da Davis, si schiude e ne esce Veemon, un simpatico Digimon che rivela che Davis è un nuovo Digiprescelto e che lui è il suo Digimon partner. I ragazzi vengono attaccati da Monochromon, un Digimon controllato dall'Imperatore. Per salvare gli altri, Davis, grazie al Digiuovo del Coraggio, riesce a far armordigievolvere Veemon che diventa Flamedramon e libera Monochromon dall'anello del male. Tai, che riconosce in Davis un Digiprescelto capace, gli dona i suoi occhiali, che Davis accetta con gioia ed onore. |                   |                  |
| 2                                         | L'apertura del Digivarco 「デジタルゲートオープン」 - Digital Gate Open – "Il Varco Digitale si apre" | 9 aprile 2000     | 4 ottobre 2001   |
| 2                                         | Davis, Kari, TK, Izzy e Sora decidono di tornare a Digiworld, seguiti da Yolei e Cody, che sono curiosi di andarci. Una volta a Digiworld i ragazzi incontrano Veemon, Gatomon, Patamon, Tentomon e Biyomon e poco dopo vengono attaccati da Snimon, Drimogemon e Mojyamon, tre Digimon schiavizzati dall'Imperatore. Durante l'attacco, Davis e Veemon vengono però catturati dall'Imperatore. Per salvare gli amici, gli altri si recano in un tempio dove trovano le Digiuova dell'Amore e della Conoscenza. Yolei e Cody, rispettivamente, prendono le Digiuova ed in quel momento appaiono Hawkmon e Armadillomon, i loro Digimon. Una volta fatti armordigievolvere i due Digimon in Halsemon e in Digmon, i ragazzi salvano Davis dalle grinfie dell'Imperatore e, insieme a Flamedramon, liberano i tre Digimon che li avevano attaccati in precedenza dal giogo dell'Imperatore. I ragazzi, nel tornare a casa, vengono seguiti dai loro Digimon, eccetto Biyomon e Tentomon che vogliono indagare sull'Imperatore. |                   |                  |
| 3                                         | Le Digiuova in azione 「デジメンタルアップ」 - Digimental Up – "Digielementale, attivazione!" | 16 aprile 2000    | 5 ottobre 2001   |
| 3                                         | Davis, Kari, Yolei e TK stanno per ritornare a Digiworld con i rispettivi Digimon. Mentre aspettano Cody che è in ritardo, i ragazzi guardano la televisione, che sta parlando di Ken Ichijouji, un bambino prodigio in molti campi, tra cui l'informatica ed il calcio. Arrivato Cody, i Digiprescel ti tornano a Digiworld, dove scoprono l'esistenza di altre due Digiuova, quelle della Luce e della Speranza. Vengono però attaccati da cinque Tyrannomon comandati dall'Imperatore, che rivela loro di essere anch'egli un Digiprescelto. Flamedramon, Digmon e Halsemon sono in difficoltà, ma Kari e TK, trovate le Digiuova con Cody, scoprono che le Digiuova appartengono proprio a loro e, dopo che i loro rispettivi Digivice si trasformano nei nuovi D-3, grazie ad esse riescono a fare armordigievolvere Gatomon e Patamon rispettivamente in Nefertimon e Pegasusmon. I cinque Tyrannomon vengono quindi liberati e i ragazzi tornano a casa sani e salvi, senza sospettare che Ken nasconda in realtà un oscuro segreto. |                   |                  |
| 4                                         | Gli Obelischi di Controllo 「闇の王デジモンカイザー」 - Yami no Ō Digimon Kaiser – "Il re delle tenebre: l'Imperatore Digimon" | 17 aprile 2000    | 5 ottobre 2001   |
| 4                                         | Gabumon, trovatosi in pericolo, chiede aiuto ai Digiprescelti. Nel frattempo Matt, ormai diventato una rockstar, e TK fanno la conoscenza di Jun, sorella maggiore di Davis. Una volta a Digiworld, i Digiprescelti vengono messi in difficoltà da uno schieramento di Digimon controllati dall'Imperatore. Improvvisamente, però, l'attacco di uno dei Digimon avversari danneggia involontariamente un Obelisco di Controllo fatto costruire dall'Imperatore, e Gabumon sente di poter di nuovo digievolvere. Con l'aiuto di Matt digievolve infatti Garurumon ed aiuta gli altri Digimon nella lotta. L'Obelisco viene totalmente distrutto da Digmon e, una volta caduto, gli Anelli del Male di quel settore si spengono. I Digiprescelti capiscono così che gli Obelischi di Controllo sono sparsi per tutta Digiworld e che, tramite questi, l'Imperatore riesce a bloccare le Digievoluzioni e ad utilizzare gli Anelli del Male. Gli Obelischi ricoprono quasi interamente Digiworld, ma ciò nonostante i Digiprescelti decidono di distruggerli per liberare Digiworld. |                   |                  |
| 5                                         | Il ritorno di Joe 「ダークタワーを倒せ」 - Dark Tower o Taose – "Abbatti gli Obelischi Oscuri" | 30 aprile 2000    | 8 ottobre 2001   |
| 5                                         | Gomamon si trova nel settore del ghiaccio di Digiworld, dove l'Imperatore sta costruendo una prigione. Dopo aver schiavizzato molti Gizamon e Frigimon (insieme ad uno Shellmon e ad un Ebidramon), fa attaccare Gomamon. Il Digimon, in pericolo, chiede aiuto a Joe e ai nuovi Digiprescelti, che accorrono. Alla fine i Digiprescelti distruggono un altro Obelisco di Controllo, liberando un settore appena conquistato dall'Imperatore, mentre Cody e Joe si avvicinano e divengono amici grazie all'esperienza vissuta insieme. |                   |                  |
| 6                                         | Un picnic pericoloso 「危険なピクニック」 - Kiken na Picnic – "Un picnic pericoloso" | 7 maggio 2000     | 10 ottobre 2001  |
| 6                                         | I Digiprescelti stanno per andare a Digiworld per fare un picnic ed incontrano Mimi, che si è trasferita in America ma è tornata in Giappone per un breve periodo per il matrimonio di sua cugina, e si unisce a loro. A Digiworld però Mimi, Yolei e Hawkmon si allontanano dal gruppo e si ritrovano in un settore dell'Imperatore dove trovano Palmon. Le ragazze, attaccate dai fratelli Roachmon controllati dall'Imperatore, riusciranno a distruggere un Obelisco grazie ad Halsemon, dando la possibilità a Palmon di digievolvere Togemon liberando il settore e stringendo un forte legame d'amicizia. |                   |                  |
| 7                                         | I custodi della libertà 「ヒカリノキオク」 - Hikari no Kioku – "I ricordi di Hikari" | 14 maggio 2000    | 11 ottobre 2001  |
| 7                                         | I Digiprescelti continuano a distruggere incessantemente gli Obelischi di Controllo, ma durante una missione Kari rimane intrappolata a Digiworld. TK e Davis con i loro digimon tornano indietro per salvarla, in assenza di obelischi TK permette a Patamon di digievolvere Angemon che riesce a farli entrare e improvvisamente sopraggiunge anche Andromon, una vecchia conoscenza di Tai e Kari, che è però controllato dall'Imperatore. Kari, tuttavia, riesce a risvegliare i veri sentimenti di Andromon, che si libera dell'Anello del Male e distrugge l'Obelisco. L'Imperatore, intanto, è impegnato a trovare un modo per sottomettere alla sua volontà anche i Digimon di livello evoluto, sui quali l'influenza dell'Anello del Male non è sufficiente. |                   |                  |
| 8                                         | Rivelazioni 「デジモンカイザーの孤独」 - Digimon Kaizer no Kodoku – "La solitudine dell'Imperatore Digimon" | 21 maggio 2000    | 12 ottobre 2001  |
| 8                                         | La squadra di Davis gioca una partita di calcio contro quella di Ken Ichijouji ed il ragazzo durante la partita ferisce lievemente alla gamba il suo neo-rivale. Nel frattempo, a Digiworld, l'Imperatore Digimon ha costruito un nuovo Obelisco e i Digiprescelti accorrono per distruggerlo. L'Imperatore però prende in ostaggio i ragazzi, esclusi Davis e Veemon, ai quali viene data la possibilità di scegliere di salvare uno solo tra i loro otto amici, ma i due non riescono a decidere. In realtà, però, i ragazzi erano alcuni Bakemon travestiti, mentre i veri Digiprescelti ed i loro partner accorrono per sconfiggere i nemici e distruggere l'Obelisco. Durante il confronto di Davis con l'Imperatore, quest'ultimo rivelerà la sua vera identità, anche a causa di una strana ferita alla gamba notata da Davis: si tratta di Ken Ichijouji. |                   |                  |
| 9                                         | Un amico fra i nemici 「イービルリング魔力の暴走」 - Evil Ring Maryoku no Bōsō – "L'esplosione del potere magico degli Anelli del Male" | 28 maggio 2000    | 15 ottobre 2001  |
| 9                                         | I Digiprescelti, sconvolti dalle rivelazioni sull'Imperatore Digimon, cercano Ken per parlargli, tuttavia il ragazzo pare scomparso. Ken si trova infatti a Digiworld, dove ha deciso di trasferirsi definitivamente, e ha riconquistato parecchi settori. Inoltre rapisce Greymon e gli mette l'Anello del Male. I Digiprescelti tornano a Digiworld per combattere l'Imperatore, che cerca di far digievolvere Greymon in MetalGreymon, ma il Digimon, dominato dalle forze del male, digievolve SkullGreymon e si rivolta contro l'Imperatore. SkullGreymon, sfinito, ritorna Agumon e viene rapito nuovamente dall'Imperatore, che conquista così numerosi settori che erano sotto la protezione di Greymon. |                   |                  |
| 10                                        | MetalGreymon alla carica 「敵はメタルグレイモン」 - Teki wa MetalGreymon – "Il nemico è Metalgreymon!" | 4 giugno 2000     | 16 ottobre 2001  |
| 10                                        | Mentre l'Imperatore tenta degli esperimenti per far digievolvere Agumon in MetalGreymon facendolo rimanere al contempo sotto il suo controllo, i Digiprescelti, esclusa Yolei che sembra non sentirsela, tornano a Digiworld per ritrovare Agumon, il quale nel frattempo viene liberato da Wormmon, il Digimon partner di Ken, che non approva il comportamento del suo Digiprescelto. I Digiprescelti ritrovano Agumon, ma vengono raggiunti dall'Imperatore che, con la Spirale del Male (una versione migliorata dell'Anello del Male), riesce a riprendere il controllo di Agumon e a farlo digievolvere correttamente in MetalGreymon. Tai rimane sconvolto, ma torna in sé grazie all'aiuto di Matt e, insieme agli altri Digiprescelti (a cui si è aggiunta Yolei), cerca di ritrovare MetalGreymon per salvarlo. |                   |                  |
| 11                                        | Raidramon, tuono blu 「青い稲妻ライドラモン」 - Aoi Inazuma Raidramon – "Lighdramon, il tuono blu" | 11 giugno 2000    | 17 ottobre 2001  |
| 11                                        | I Digiprescelti sono costretti a scontrarsi con MetalGreymon, ormai sotto il controllo dell'Imperatore, ma durante la battaglia Davis si trova in difficoltà. Il ragazzo non vuole ferire MetalGreymon, ma quando vede Matt affrontare il Digimon con Garurumon capisce il grande legame che Tai e gli altri hanno sviluppato con i loro Digimon, cosa che lo fa sentire inadeguato. Ciò risveglia il Digiuovo dell'Amicizia, trovato poco prima dal gruppo ma che nessuno era riuscito a prendere: ciò permette a Veemon di armordigievolvere in Raidramon, grazie al quale Agumon viene liberato dalla Spirale del Male. |                   |                  |
| 12                                        | Sfida al Digimon Corral 「デジモン牧場の決闘」 - Digimon Bokujō no Kettō – "Duello nella prateria Digimon" | 18 giugno 2000    | 18 ottobre 2001  |
| 12                                        | Biyomon si trova in difficoltà e chiede aiuto a Sora e ai Digiprescelti, che accorrono (senza TK, Kari, Patamon e Gatomon che non si accorgono della richiesta di aiuto). A Digiworld i ragazzi vengono coinvolti loro malgrado in alcune liti fra Starmon (controllato dall'Anello del Male) e Deputymon, ma riescono a trovare Biyomon. Alla fine, grazie a Flamedramon, i ragazzi liberano Starmon dall'Anello del Male e liberano il settore dall'ennesimo Obelisco di Controllo. |                   |                  |
| 13                                        | Una strana sensazione 「ダゴモンの呼び声」 - Dagomon no Yobigoe – "Il richiamo di Dagomon" | 25 giugno 2000    | 19 ottobre 2001  |
| 13                                        | Kari scompare improvvisamente e finisce per ritrovarsi in un mondo oscuro e sconosciuto, dal quale era stata irresistibilmente attratta, popolato da alcuni Digimon acquatici, i Divermon, che vorrebbero liberarsi dalla Spirale del Male e che hanno chiamato Kari sperando che lei potesse aiutarli. All'improvviso un Airdramon attacca Kari. Con l'aiuto di TK, Pegasusmon e Gatomon, che erano infine riusciti a trovare la ragazza, Airdramon viene sconfitto grazie alla Superdigievoluzione di Gatomon in Angewomon, mentre i Divermon vengono liberati e chiedono a Kari di diventare la loro sposa, per riprodursi e sopraffare l'Imperatore, ma al suo rifiuto i Digimon tornano nelle acque dominate dal loro vecchio padrone. Costui è Dragomon, un potentissimo digimon, e Kari, senza saperlo, quindi, è finita nel Mare Oscuro di Dragomon. |                   |                  |
| 14                                        | Shurimon guerriero veloce 「疾風のシュリモン」 - Shippū no Shurimon – "Shurimon del vento" | 2 luglio 2000     | 22 ottobre 2001  |
| 14                                        | A Digiworld i Digiprescelti incontrano Mimi e conoscono un suo amico americano, Michael, anch'egli un Digiprescelto, il quale piace immediatamente a Yolei, che paga loro il pranzo consumato al ristorante di Digitamamon. Il gruppo viene però improvvisamente attaccato dallo stesso Digitamamon controllato da una Spirale del Male dell'Imperatore. Yolei, dopo aver confessato i suoi veri sentimenti provati in quel momento, attiva il Digiuovo della Sincerità, che permette ad Hawkmon di armordigievolvere Shurimon e di sconfiggere velocemente Digitamamon. |                   |                  |
| 15                                        | La sfida 「シュリモン武芸帳」 - Shurimon Bugeichō – "Il libro delle arti marziali di Shurimon" | 16 luglio 2000    | 23 ottobre 2001  |
| 15                                        | I Digiprescelti devono liberare un altro settore soggiogato dall'Imperatore. Shurimon viene quindi sfidato da Ninjamon, Digimon esperto di shuriken che si vanta di essere il più forte Digimon ninja e vuole dimostrarlo. Ninjamon, inoltre, mette anche la Spirale del Male a ShogunGekomon, il Digimon capo di quel settore, scatenando la sua furia. Shurimon riesce alla fine a battere Ninjamon ed i bambini prescelti liberano il settore dall'ingombrante presenza dell'Imperatore Digimon. |                   |                  |
| 16                                        | Prigionieri negli abissi 「サブマリモン海底からの脱出」 - Submarimon Kaitei kara no Dasshutsu – "Submarimon, fuga dagli abissi" | 23 luglio 2000    | 24 ottobre 2001  |
| 16                                        | Mentre sono alla ricerca di un altro Digiuovo, i Digiprescelti vengono intrappolati negli abissi da MegaSeadramon. Nella stazione petrolifera in cui sono prigionieri, i ragazzi trovano una capsula e con essa fanno tornare Cody in superficie per chiedere aiuto. Cody va a cercare Joe per salvare i suoi amici, mentre gli altri riescono a trovare il Digiuovo. Alla fine i ragazzi vengono raggiunti da Cody, Joe e Ikkakumon ma Cody, dopo una crisi interiore causata dall'aver mentito a suo nonno, decide di non volere il Digiuovo dell'Affidabilità perché crede di non meritarlo. Joe gli spiega che quando una bugia permette di salvare la vita ai propri amici è innocua. Cody torna in sé, prende il Digiuovo dell'Affidabilità e permette ad Armadillomon di armordigievolvere in Submarimon, che sconfigge MegaSeadramon e lo libera dalla Spirale del Male. |                   |                  |
| 17                                        | L'anniversario 「お台場メモリアル」 - Odaiba Memorial – "Il memoriale di Odaiba" | 30 luglio 2000    | 25 ottobre 2001  |
| 17                                        | I Digiprescelti festeggiano la terza ricorrenza del primo agosto, ovvero il giorno in cui Tai e gli altri andarono a Digiworld per la prima volta. Intanto, un misterioso fantasma scatena il panico nello studio televisivo di Tokyo dove lavora il padre di Matt, il quale è in cerca di Gatomon. I Digiprescelti scopriranno che si tratta del fantasma di Wizardmon, il quale mette in guardia con parole criptiche la sua amica Gatomon ed il gruppo dei Digiprescelti riguardo ad un pericolo imminente. |                   |                  |
| 18                                        | La base dell'Imperatore 「カイザーの基地を追え！」 - Kaizer no Kichi o Oe! – "Insegui la base dell'Imperatore!" | 6 agosto 2000     | 26 ottobre 2001  |
| 18                                        | Cody, Izzy e i loro Digimon trovano la base dell'Imperatore e, con tutti i Digiprescelti, decidono di sferrare un attacco per sconfiggere definitivamente l'Imperatore. Yolei è turbata dal fatto che la battaglia sta diventando più dura e per questo nella missione mette inavvertitamente in pericolo Hawkmon, che viene ferito. La base dell'Imperatore sembra essere scomparsa e così Davis, Cody, TK e i loro Digimon la cercano. L'Imperatore nel frattempo sta preparando qualcosa e all'improvviso la sua fortezza volante compare nel cielo e viene avvistata da Kari, Yolei e dai loro Digimon. La battaglia finale con il nemico è alle porte. |                   |                  |
| 19                                        | Il super Digimon 「合成魔獣キメラモン」 - Gōsei Majū Chimeramon – "Chimeramon, il mostro ibrido" | 13 agosto 2000    | 29 ottobre 2001  |
| 19                                        | L'Imperatore, dopo aver recuperato da un misterioso vortice delle informazioni preziose riguardanti il perfido Devimon, riesce ad ultimare il suo progetto: il terribile Kimeramon, assemblato con parti di diversi Digimon, così da assumerne tutti i punti di forza. Il super Digimon si scontra quindi con Nefertimon, Pegasusmon e Halsemon e li costringe alla ritirata, dimostrandosi un Digimon imbattibile. |                   |                  |
| 20                                        | Il Digiuovo dei Miracoli 「超絶進化！黄金のマグナモン」 - Chōzetsu Shinka! Ōgon no Magnamon – "Evoluzione miracolosa! Magnamon dorato" | 20 agosto 2000    | 30 ottobre 2001  |
| 20                                        | L'Imperatore, grazie a Kimeramon, sta conquistando tutta Digiworld. Per fermarlo i Digiprescelti si introducono nella fortezza dell'Imperatore ma devono scontrarsi con Kimeramon, che li sconfigge. La situazione peggiora quando le forze del male prendono il sopravvento e Kimeramon si ribella all'Imperatore. Wormmon, per salvare Ken, decide di aiutare Davis portandolo alla fonte di energia della fortezza dell'Imperatore al fine di disattivarla. Incredibilmente, però, la fonte di energia della fortezza si rivela essere il Digiuovo dei Miracoli, che Davis usa per far armordigievolvere Veemon in Magnamon. |                   |                  |
| 21                                        | Il coraggio di Wormmon 「サヨナラ、賢ちゃん…」 - Sayonara, Ken-chan... – "Addio, Ken-chan..." | 27 agosto 2000    | 31 ottobre 2001  |
| 21                                        | Magnamon affronta Kimeramon nella fortezza, danneggiandola. Nel frattempo i Digiprescelti e Wormmon cercano di far tornare in sé Ken, ma senza successo. Una volta evacuata la fortezza, Wormmon tenta ancora di far ragionare Ken e di farlo ritornare il ragazzo simpatico e amichevole che aveva conosciuto, ma non riuscendo ad ottenere risultati decide di dare la propria energia a Magnamon, che con il suo aiuto sconfigge Kimeramon. Ken è dilaniato dalla sconfitta, ma è convinto che basterà tornare per un po' nel mondo reale e resettare Digiworld (che crede un semplice gioco informatico) per far tornare tutto come prima. Tuttavia, i Digiprescelti gli spiegano che Digiworld è un mondo vero; quando Ken si rende conto di aver torturato dei veri esseri viventi, si libera dei panni dell'Imperatore e chiede scusa a Wormmon, che si è sacrificato per dare la sua energia a Magnamon. Annullata la Digievoluzione di Magnamon, Davis trova la Digipietra della Bontà, di proprietà di Ken, e gliela consegna. Wormmon scompare nel nulla e a Ken, una volta tornato a casa, non resta che fare i conti con la propria coscienza. |                   |                  |
| Arco post-crisi (5 episodi)               | |                   |                  |
| 22                                        | Una difficile Digievoluzione 「豪勇進化！エクスブイモン」 - Gōyū Shinka! XV-mon – "Evoluzione valorosa ! XV-mon" | 3 settembre 2000  | 1º novembre 2001 |
| 22                                        | I ragazzi, dopo aver sconfitto l'Imperatore Digimon, tornano a Digiworld per riparare i danni causati dalla crisi dell'Imperatore stesso. Davis, per attirare su di sé l'attenzione di Kari ed invidioso di TK ed Angemon, cerca di far digievolvere Veemon. Alla fine riuscirà nel suo intento dopo diverse disavventure con un Tortomon e Veemon digievolverà in ExVeemon. |                   |                  |
| 23                                        | Di nuovo insieme 「デジヴァイスが闇に染まる時」 - Digivice ga Yami ni Somaru Toki – "Quando un Digivice viene contaminato dall'oscurità" | 10 settembre 2000 | TIMvision        |
| 23                                        | Questo episodio è totalmente incentrato sul personaggio di Ken Ichijouji. Ken, tornato a casa dopo essersi spogliato dei panni dell'Imperatore Digimon, non riesce a darsi pace per la perdita di Wormmon e ripensa a suo fratello Osamu, perso anni prima in un incidente, e al primo incontro con Wormmon. Ken non riesce a capire le ragioni di tutto il male che si è generato da lui. Il ragazzo alla fine ricorda una frase sul ciclo vitale dei Digimon e capisce che il suo Digimon potrebbe tornare da lui. Ken rientra quindi a Digiworld e si reca alla Città della Rinascita, dove cerca il Digiuovo di Wormmon, venendo nel mentre insultato da tutti i Digimon di livello primario già nati che si trovano lì. Dopo una dichiarazione di colpa sul dolore causato al suo Digimon, Ken vede un Digiuovo brillare e da quell'uovo nasce Leafmon, la forma al livello primario di Wormmon. Ken torna quindi a casa, dove si riconcilia definitivamente con i suoi genitori. |                   |                  |
| 24                                        | Un salvataggio inatteso 「大地の装甲アンキロモン」 - Daichi no Sōkō Ankylomon – "Ankylomon, guerriero della terra" | 17 settembre 2000 | 2 novembre 2001  |
| 24                                        | Una donna misteriosa fa visita a Ken nella sua stanza, dicendogli che ora non ha più bisogno di lui. A Digiworld intanto, i ragazzi, ancora impegnati nella ricostruzione dei vari settori, si accorgono che i Digimon non riescono a digievolvere, forse a causa di un Obelisco non ancora abbattuto vicino alla cittadina. Cody e Digmon vengono improvvisamente attaccati da Thunderballmon e, per salvare Cody, Armadillomon digievolve in Ankylomon. Cody però viene salvato da Stingmon, Digievoluzione di Wormmon, mentre Ankylomon sconfigge il nemico. Thunderballmon, però, viene infine eliminato da Stingmon per la disapprovazione di gran parte del gruppo dei Digiprescelti. L'Obelisco intanto sembra misteriosamente scomparso e Ken e Wormmon si ritirano, mentre Cody cerca di capire perché Ken l'abbia aiutato. |                   |                  |
| 25                                        | Aquilamon la regina dei cieli 「大空の騎士アクィラモン」 - Ōzora no Kishi Aquilamon – "Aquilamon, combattente dei cieli" | 24 settembre 2000 | 5 novembre 2001  |
| 25                                        | Davis cerca di convincere i suoi amici a perdonare Ken, mentre Ken decide che è ancora troppo presto per entrare nel loro gruppo. Yolei è la più ferma nel condannare Ken, accusandolo di non essere cambiato vista la modalità con la quale ha eliminato Thunderballmon. A Digiworld, intanto, la donna misteriosa penetrata nella stanza di Ken trasforma, grazie ad uno dei suoi capelli, un Obelisco di Controllo in un Rockmon, un potente Digimon (cosa che aveva già fatto precedentemente per creare Thunderballmon), e gli ordina di distruggere una diga. I ragazzi accorrono per fermare il Digimon, ma neanche l'arrivo di Stingmon riesce a fermarlo. Yolei, resasi conto che il loro avversario è un Digimon artificiale, si sente in colpa per aver giudicato troppo presto Ken e desidera scusarsi con lui, provocando la digievoluzione di Hawkmon in Aquilamon, che insieme a Stingmon sconfigge Rockmon. Ken chiede scusa agli altri Digiprescelti per le sue precedenti azioni e declina ancora l'offerta di diventare uno di loro, perché si sente il responsabile di ciò che sta accadendo. |                   |                  |
| 26                                        | L'unione fa la forza 「ジョグレス進化 今、心をひとつに」 - Jogress Shinka Ima, Kokoro o Hitotsu ni – "Evoluzione jogress: un solo cuore" | 1º ottobre 2000   | 6 novembre 2001  |
| 26                                        | I Digiprescelti scoprono grazie a Izzy che l'ex-fortezza dell'Imperatore Digimon sta per esplodere e che se ciò accadesse verrebbe sprigionata una grande quantità d'energia oscura che sarebbe estremamente deleteria per l'instabile equilibrio di Digiworld. L'unico modo per evitare l'esplosione è posizionare la Digipietra della Bontà di Ken in sostituzione del Digiuovo dei Miracoli; tuttavia, i Digiprescelti vengono ostacolati dalla donna misteriosa, che crea un Okuwamon, un potentissimo Digimon formato da più obelischi. Intanto Ken prende contatto con la donna, che gli rivela di essere stata lei a farlo diventare l'Imperatore allo scopo di fargli costruire più obelischi possibili. Ken vorrebbe sacrificarsi per salvare la situazione, ma Davis riesce a persuaderlo ed i due sembrano comprendersi a vicenda scatenando una Digievoluzione molecolare fra ExVeemon e Stingmon, che insieme diventano Paildramon. |                   |                  |
| Arco di Arakenimon (3 episodi)            | |                   |                  |
| 27                                        | Il segreto svelato 「無敵合体！パイルドラモン」 - Muteki Gattai! Paildramon – "Paildramon, l'unione invincibile" | 8 ottobre 2000    | 8 novembre 2001  |
| 27                                        | Paildramon e Okuwamon iniziano uno scontro mentre i Digiprescelti cercano di fermare l'esplosione. Alla fine Okuwamon viene sconfitto e l'esplosione viene evitata grazie all'intervento di Paildramon. Izzy mette al corrente i Digiprescelti della Digievoluzione molecolare da cui scaturì Omnimon, mentre Ken è ancora indeciso se unirsi agli altri o meno nonostante gli eventi appena occorsi. |                   |                  |
| 28                                        | Il flauto incantatore 「昆虫使いの罠！！」 - Konchū Tsukai no Wana!! – "La trappola della signora degli insetti" | 15 ottobre 2000   | 9 novembre 2001  |
| 28                                        | I Digiprescelti stanno radendo al suolo incessantemente gli Obelischi di Controllo e la donna misteriosa, infuriata, propone loro una sfida alla Giga House, un'enorme casa che si trova a Digiworld. Ma una volta lì i Digiprescelti, accompagnati anche da Ken e Wormmon, vengono attaccati da un esercito di Digimon insetto, controllati dalla donna misteriosa grazie ad un flauto incantatore. Digmon e Stingmon, essendo anch'essi Digimon di tipo insetto, cadono sotto il controllo della donna ed attaccano ExVeemon, mentre Davis, Ken e Cody rimangono bloccati sulla ragnatela di un Dokugumon. |                   |                  |
| 29                                        | Suoni e ultrasuoni 「アルケニモン 蜘蛛女のミス」 - Arukenimon Kumojo no Misu – "Archnemon, l'errore della donna ragno" | 22 ottobre 2000   | 13 novembre 2001 |
| 29                                        | I Digiprescelti riescono a neutralizzare il suono del flauto incantatore con degli ultrasuoni creati con un computer della Giga House. Finalmente la donna misteriosa rivela la sua vera identità: in realtà è Arakenimon, un Digimon dalle sembianze di ragno. Paildramon lotta contro di lei e sta per batterla, quando entra in scena anche Mummymon, un Digimon simile ad una mummia, che salva Arakenimon e fugge con lei. |                   |                  |
| Arco di BlackWarGreymon (7 episodi)       | |                   |                  |
| 30                                        | 100 Obelischi di Controllo 「暗黒究極体ブラックウォーグレイモン」 - Ankoku Kyūkyokutai BlackWarGreymon – "Blackwargreymon, l'evoluzione definitiva oscura" | 29 ottobre 2000   | 15 novembre 2001 |
| 30                                        | I Digiprescelti continuano con la distruzione degli Obelischi. Cody e Ken non riescono a socializzare e per l'imbarazzo finiscono con l'ignorarsi, mentre Arakenimon crea, grazie all'ausilio di cento Obelischi di Controllo, BlackWarGreymon, una versione oscura di WarGreymon. Questo Digimon è potentissimo e riesce a sconfiggere anche Paildramon; tuttavia, il Digimon sembra dotato di libero arbitrio e non segue gli ordini di Arakenimon e Mummymon, finché non decide di abbandonarli per andare alla ricerca di un degno avversario. |                   |                  |
| 31                                        | L'Anello Sacro 「愛の嵐シルフィーモン」 - Ai no Arashi Silphymon – "Silphymon, la tempesta d'amore" | 5 novembre 2000   | 16 novembre 2001 |
| 31                                        | I Digiprescelti si dividono in gruppi per ritrovare l'Anello Sacro di Gatomon, smarrito dal Digimon durante la fuga dall'Imperatore Digimon. Yolei, Kari e i loro Digimon incontrano Ken, in preda a misteriosi flashback, e Wormmon. I tre finiscono in un settore dove lo spazio è distorto e allora Arakenimon ne approfitta per sferrare un attacco ai suoi nemici, inviandogli contro Blossomon, ennesimo Digimon creato con gli Obelischi. Yolei e Kari, che durante l'episodio avevano dato prova di non riuscire a comprendersi appieno reciprocamente, durante la battaglia (che vede Stingmon, Gatomon e Aquilamon in seria difficoltà) riescono a creare un rapporto tale che permette la digievoluzione molecolare fra Aquilamon e Gatomon in Silphymon, il quale riesce a battere il forte avversario. |                   |                  |
| 32                                        | Se avessi un cuore 「謎の遺跡ホーリーストーン」 - Nazo no Iseki Holy Stone – "Le reliquie misteriose: le Pietre Sacre" | 12 novembre 2000  | 19 novembre 2001 |
| 32                                        | BlackWarGreymon si chiede se possieda un cuore e si interroga sul motivo della sua esistenza. Il Digimon improvvisamente incontra Agumon, che cerca di dargli delle risposte e di stringere amicizia con lui. Intanto i Digiprescelti lottano contro Knightmon, nuovo Digimon di Arakenimon e Mummymon, che cerca di distruggere una delle Pietre Sacre che mantengono l'equilibrio di Digiworld. Quando Knightmon scalfisce la Pietra, BlackWarGreymon, in preda di una strana forza, distrugge il Digimon, sconfigge i Digiprescelti e distrugge infine la Pietra. |                   |                  |
| 33                                        | La città dei folletti 「今日のミヤコは京の都」 - Kyō no Miyako wa Kyō no Miyako – "Oggi Miyako va a Kyoto" | 19 novembre 2000  | 20 novembre 2001 |
| 33                                        | Yolei è in gita con la sua classe a Kyoto ed affida Poromon a Izzy, che nel frattempo cerca di colmare i vuoti di memoria di Ken e di trovare una spiegazione alla sua trasformazione nell'Imperatore. Intanto, BlackWarGreymon continua a distruggere le Pietre Sacre, creando dei disturbi temporali che portano lui e altri Digimon nel mondo reale, proprio a Kyoto, dove creano il caos. Tuttavia, Yolei riuscirà a tenerli a bada con Shurimon (arrivato a Kyoto grazie a Ken e Stingmon), aiutata dal padre di Sora e dal fratello di Joe, incontrati durante la gita. |                   |                  |
| 34                                        | Salviamo le Pietre Sacre! 「ホーリーポイントを守れ」 - Holy Point o Mamore – "Proteggiamo i Luoghi Sacri" | 26 novembre 2000  | 21 novembre 2001 |
| 34                                        | BlackWarGreymon continua a distruggere le Pietre Sacre, mentre Cody cerca di capire il comportamento ed i sentimenti di TK, in previsione di una possibile DNAdigievoluzione tra i loro Digimon. I Digiprescelti tentano di salvare una Pietra Sacra da BlackWarGreymon e Angemon, grazie all'energia della Pietra Sacra, superdigievolve MagnaAngemon, cercando immediatamente di risucchiare il nemico all'interno del suo Varco Soprannaturale. Ciò nonostante, Blackwargreymon riesce a distruggere la Pietra con un ultimo tentativo disperato e MagnaAngemon regredisce in Patamon, mentre BlackWarGreymon vola via per continuare la caccia alle Pietre Sacre. |                   |                  |
| 35                                        | Il coraggio di Cody 「爆進！ブラックウォーグレイモン」 - Bakushin! BlackWarGreymon – "Assalto! Blackwargreymon" | 3 dicembre 2000   | 22 novembre 2001 |
| 35                                        | Cody non riesce a comprendere come mai TK odi così profondamente le tenebre e si reca da Matt, suo fratello, per avere delle spiegazioni. Così Matt racconta a Cody di come Angemon si sacrificò per sconfiggere Devimon e di come TK rimase sconvolto nel vedere il suo Digimon regredito in un semplice Digiuovo. BlackWarGreymon intanto continua la sua ricerca delle Pietre Sacre e trova la penultima; tuttavia in sua difesa vi si schiera Cody, chiedendo a BlackWarGreymon se abbia veramente un cuore. BlackWarGreymon non sa cosa rispondere e alla fine decide di non avere un cuore, ritenendolo inutile, distruggendo poi la Pietra Sacra. |                   |                  |
| 36                                        | L'ultima Pietra Sacra 「鋼の天使シャッコウモン」 - Hagane no Tenshi Shakkoumon – "Shakkoumon, l'angelo d'acciaio" | 10 dicembre 2000  | 23 novembre 2001 |
| 36                                        | Arakenimon e Mummymon arrivano nel quartiere cinese di Digiworld e decidono di pranzare nel ristorante cinese di Digitamamon. Anche i Digiprescelti sostano nello stesso ristorante e cominciano a combattere con i due Digimon nemici. Purtroppo, i Digimon sono senza energie e non riescono a completare la Digievoluzione molecolare, lasciando che Arakenimon e Mummymon si diano alla fuga. Invece di inseguirli, i ragazzi, invitati da Cody che poco prima era stato l'unico a non essere d'accordo con la sosta, decidono di mangiare qualcosa per recuperare le forze. Nel frattempo, in un bosco lì vicino, Mummymon trova l'ultima Pietra Sacra e BlackWarGreymon e i Digiprescelti giungono sul posto. Paildramon e Silphymon cercano di fermare BlackWarGreymon, ma sembra tutto inutile. A questo punto, Cody e TK provano la Digievoluzione molecolare e da Ankylomon e Angemon nasce Shakkoumon. |                   |                  |
| Arco di Demon (8 episodi)                 | |                   |                  |
| 37                                        | Una nuova minaccia 「巨大究極体チンロンモン」 - Kyodai Kyūkyokutai Qinglongmon – "Qinglongmon, il titanico Digimon Definitivo" | 17 dicembre 2000  | 26 novembre 2001 |
| 37                                        | Mentre Skakkoumon riesce a mettere in difficoltà BlackWarGreymon con i suoi poteri sacri, i ragazzi, per riuscire a spostare la Pietra Sacra e salvarla, le puntano contro i loro Digivice. Tuttavia, dai Digivice si sprigiona una forte luce e dalla Pietra Sacra fuoriesce Azulongmon, uno dei quattro guardiani di Digiworld. BlackWarGreymon riconosce in Azulongmon l'avversario che stava cercando e lo attacca, venendo sconfitto in breve tempo. Il Digimon nato dagli Obelischi di Controllo decide poi di andarsene per cercare una risposta alle sue domande. Azulongmon spiega ai ragazzi parecchie cose: gli Obelischi di Controllo non fanno altro che togliere energia ai Digimon, impedendo loro la Digievoluzione, e alterare l'equilibrio tra Digiworld e la Terra. Quando comparve l'Imperatore Digimon con il suo Black Digivice, fu necessario ricorrere al sacro potere delle Digiuova, a cui pochi Digimon erano idonei. Anche Gatomon e Patamon potevano sfruttare il potere delle Digiuova, così Azulongmon modificò i Digivice di Kari e TK per permettergli di aiutare i tre nuovi Digiprescelti. Come ultima cosa, Azulungmon avverte i ragazzi che un nuovo nemico è in agguato: la persona che controlla Arakenimon e Mummymon. Mentre torna a casa, nel mondo reale, a Davis sembra di vedere un Obelisco di Controllo all'orizzonte. |                   |                  |
| 38                                        | La festa di Natale 「ホーリーナイト デジモン大集合！」 - Holy Night Digimon Daishūgō! – "Holy Night: il grande raduno Digimon" | 24 dicembre 2000  | 1º luglio 2002   |
| 38                                        | Per festeggiare la vigilia di Natale, Ken decide di invitare gli amici ad una festa a casa sua, ma è riluttante perché teme che possano rifiutare. Tuttavia, tutti, compreso Cody, accettano con gioia ed i sei decidono di fare una sorpresa agli altri Digiprescelti i loro Digimon, per poter passare insieme questi giorni di festa. Il 24 dicembre Davis, Yolei, Cody, Kari e TK vanno a casa di Ken, mentre Tai, Sora, Joe e Izzy vanno al concerto dei Teenage Wolves, il gruppo di Matt. All'improvviso fa la sua comparsa un gruppo di Digimon arrivati da Digiworld ed un Obelisco di Controllo. Grazie all'energia donata da Azulongmon i vecchi digiprescelti permettono ad Agumon, Gabumon, Biyomon, Tentomon e Gomamon di digievolvere e di aiutare i nuovi digiprescelti. Collaborando, i ragazzi, vecchia e nuova guardia, riescono a rimandare i Digimon a Digiworld aprendo il Digivarco grazie al portatile di Izzy e a distruggere l'Obelisco. Il giorno dopo, in tutto il Giappone si diffonde la notizia che in tutto il mondo sono comparsi Digimon e Obelischi di Controllo. |                   |                  |
| 39                                        | La nascita di Imperialdramon 「全員出動！インペリアルドラモン」 - Zen'in Shutsudō! Imperialdramon – "Tutti in marcia! Imperialdramon" | 24 dicembre 2000  | 2 luglio 2002    |
| 39                                        | Tutti quanti corrono a casa di Izzy per discutere del grande problema. Solo Davis si stacca dal gruppo per andare da Ken, preoccupato per lui. Distrutto un nuovo Obelisco di Controllo con Raidramon, Paildramon deve affrontare Triceramon, avversario forte a cui Mummymon da manforte. Nel frattempo, a casa di Izzy, fa la sua comparsa Gennai, che, usando uno dei dodici Digicuori Iridescenti di Azulongmon, conferisce nuova energia ai Digimon. Così, Upamon e Poromon digievolvono Armadillomon e Hawkmon, mentre Paildramon riceve l'energia necessaria per megadigievolvere Imperialdramon, Digimon di livello mega. Rimandato a casa Triceramon, Imperialdramon fa il giro di tutto il Giappone per distruggere gli Obelischi e rimandare indietro i vari Digimon. Arrivati a casa di Izzy, gli undici Digiprescelti partono per sistemare le cose anche nelle altre parti del mondo, poiché i sei Digiprescelti della nuova guardia sono gli unici tra tutti i Digiprescelti esistenti che sono in grado di aprire i Digivarchi con i loro Digivice D-3. |                   |                  |
| 40                                        | Viaggio in America e a Hong Kong 「ニューヨーク香港大混戦！」 - New York Hong Kong Daikonsen! – "La grande mischia da New York a Hong Kong" | 14 gennaio 2001   | 3 luglio 2002    |
| 40                                        | Matt, Ken e Davis vanno in America, ma i primi due deviano poi verso il Messico. Davis si reca invece a New York, dove si riunisce a Mimi, reincontra poi Michael e facendo la conoscenza dei Digiprescelti americani, riportando la situazione alla normalità con l'aiuto di Ex-Veemon. Kari e Izzy, invece, si recano ad Hong Kong, dove, dopo aver ottenuto la fiducia dell'esercito cinese, e grazie a MegaKabuterimon ed Angewomon rimandano a casa i Digimon. |                   |                  |
| 41                                        | Viaggio in Australia e in Francia 「サンゴとベルサイユ大乱戦！」 - Sango to Versailles Dairansen! – "Il grande scontro dalla Barriera Corallina a Versailles!" | 21 gennaio 2001   | 4 luglio 2002    |
| 41                                        | Sotto il caldo sole australiano, Cody e Joe, aiutati da Derek e dai Digiprescelti locali, e da Submarimon e Zudomon rimandano a Digiworld dei Digimon di tipo acquatico. Invece Tai e TK, giunti in Francia, ricevono aiuto dallo zio francese di TK e da MetalGreymon ed MagnaAngemon per liberare una Digiprescelta tenuta prigioniera a Versailles. |                   |                  |
| 42                                        | Viaggio in Messico e in Russia 「恋とボルシチ大激戦！」 - Koi to Borscht Daigekisen! – "Amore e borscht, la feroce battaglia!" | 28 gennaio 2001   | 5 luglio 2002    |
| 42                                        | Ken e Matt si recano in Messico, dove, oltre a dover aiutare una piccola Digiprescelta, devono anche salvaguardare antiche costruzioni storiche dai Digimon arrivati da Digiworld. E grazie a WereGarurumon e Stingmon superano la missione. Sora e Yolei, nonostante i problemi di lingua, riescono a collaborare con dei Digiprescelti russi, anche combattendo con Garudamon e Aquilamon le condizioni sono troppo sfavorevoli e le due finiscono per perdere. Vengono però salvate da Imperialdramon, che torna per riportarle a casa ma le scopre in difficoltà. Sistemata la questione, i Digiprescelti tornano a casa, giusto in tempo per festeggiare il Natale. Tuttavia, Arakenimon ha ancora in mente qualcosa. |                   |                  |
| 43                                        | L'avversario 「デーモン軍団の襲来」 - Daemon Gundan no Shūrai – "L'attacco dell'armata di Demon" | 4 febbraio 2001   | 8 luglio 2002    |
| 43                                        | SkullSatamon, MarineDevimon e LadyDevimon arrivano nel mondo reale, spargendo caos e distruzione. I Digiprescelti si trovano in difficoltà, ma Imperialdramon, grazie all'energia di Aquilamon, Ankylomon, Angemon ed Angewomon, diventa in grado di accedere al suo Assetto da Combattimento, sconfiggendo SkullSatamon. All'improvviso compare Demon, signore delle tenebre e capo dei tre Digimon, il quale desidera che Ken lo segua. Tuttavia, anche Arakenimon e Mummymon vogliono che Ken li segua, costringendolo a farlo per non mettere in pericolo dei bambini che i due hanno rapito. Così, Ken finisce prigioniero dei due Digimon. |                   |                  |
| 44                                        | Il segreto del successo 「暗黒デジモンとの死闘」 - Ankoku Digimon to no Shitō – "Battaglia mortale contro i Digimon oscuri" | 11 febbraio 2001  | 9 luglio 2002    |
| 44                                        | Una volta prigioniero di Arakenimon e Mummymon, Ken scopre che i due Digimon sono comandati da un essere umano, Yukio Oikawa, ex collega di suo padre, che gli rivela di essere a conoscenza della fonte dei suoi guai. È il Seme delle Tenebre, impiantato nel suo corpo durante il suo primo viaggio a Digiworld. Il Seme delle Tenebre è un insieme di dati che migliorano le facoltà fisiche e intellettive di chi lo possiede, ma lo trasforma in un essere senza scrupoli, come Ken, che in questo modo è diventato l'Imperatore Digimon. Oikawa trasferisce il seme da Ken agli altri bambini, che vogliono diventare bravi in tutto proprio come il loro eroe. Intanto, Shukkoumon e Silphymon combattono e sconfiggono dopo varie peripezie rispettivamente MarineDevimon e LadyDevimon. Davis raggiunge Ken e i nemici, i quali vengono fermati dall'arrivo di Demon, desideroso anch'egli di entrare in possesso del Seme delle Tenebre per i suoi scopi. |                   |                  |
| Arco di Oikawa (3 episodi)                | |                   |                  |
| 45                                        | La resa di Demon 「暗黒のゲート」 - Ankoku no Gate – "Il Varco Oscuro" | 18 febbraio 2001  | 10 luglio 2002   |
| 45                                        | Oikawa, ottenuto ciò che voleva, fugge e costringe i Digiprescelti ad ingaggiare un combattimento contro Demon. Tuttavia Demon sembra imbattibile, neanche l'attacco combinato di Imperialdramon Fighter Mode, Silphymon e Shukkoumon riesce a sconfiggerlo. I Digiprescelti si rendono conto che anche rimandarlo a Digiworld sarebbe inutile, visto che Demon è in grado di aprire lui stesso un portale tra il mondo reale e quello digitale. L'unica soluzione è spedirlo in una dimensione che non è né Digiworld né il mondo reale, allora Ken, col proprio Digivice, apre un varco che scaraventa Demon nella dimensione del Mare Oscuro di Dragomon. La sera stessa, tutti i bambini con il Seme delle Tenebre tornano nelle proprie case. |                   |                  |
| 46                                        | Una sconfitta necessaria 「ブラックウォーグレイモンＶＳウォーグレイモン」 - BlackWarGreymon VS WarGreymon – "Blackwargreymon contro Wargreymon" | 25 febbraio 2001  | 11 luglio 2002   |
| 46                                        | Mentre i bambini con il Seme delle Tenebre cominciano a dare primi segnali di crudeltà e sadismo, BlackWarGreymon arriva nel mondo reale e cerca di sconfiggere Oikawa, che gli rivela di aver creato Arakenimon e Mummymon tramite la fusione di alcuni dati con frammenti del suo DNA, rivelandosi quindi una specie di padre per BlackWarGreymon. WarGreymon e Imperialdramon Fighter Mode successivamente combattono e sconfiggono BlackWarGreymon, che si allontana, ammettendo di essere stato felice di averli conosciuti. |                   |                  |
| 47                                        | Il gesto eroico di BlackWarGreymon 「ブラックウォーグレイモンの封印」 - BlackWarGreymon no Fūin – "Il sigillo di Blackwargreymon" | 4 marzo 2001      | 12 luglio 2002   |
| 47                                        | Oikawa scopre che Cody è il figlio del suo più grande amico, Hiroki, ormai defunto da tempo. Da bambini il loro sogno era quello di andare a Digiworld, sogno che con il raggiungimento dell'età adulta era ancora incompiuto e tale sarebbe rimasto per sempre a causa della morte di Hiroki. L'incontro con Chikara, nonno di Cody e padre di Hiroki, sconvolge Oikawa. Tuttavia, il Seme delle Tenebre di una bambina fiorisce e Oikawa, prendendolo, acquisisce un'enorme energia e colpisce mortalmente BlackWarGreymon, intervenuto per impedirgli di colpire il nonno di Cody. BlackWarGreymon, in fin di vita, decide di usare le sue ultime forze per chiudere il varco fra Hikarigaoka e Digiworld, per evitare altri disastri. |                   |                  |
| Arco di MaloMyotismon (3 episodi)         | |                   |                  |
| 48                                        | Una nuova dimensione 「恐怖！ベリアルヴァンデモン」 - Kyōfu! BelialVandemon – "Il terrore di Belialvamdemon" | 11 marzo 2001     | 15 luglio 2002   |
| 48                                        | Oikawa si appresta a raggiungere il suo obiettivo: recarsi a Digiworld, accompagnato dai bambini contaminati dal Seme delle Tenebre. Oikawa apre un varco, che tuttavia porta loro ed i Digiprescelti (che li stavano seguendo) in un'altra dimensione, dove vengono accolti da una vecchia conoscenza di Gatomon e degli ex Digiprescelti: Myotismon. Tre anni fa, dopo essere stato sconfitto dai Digiprescelti, Myotismon approfittò della debolezza di Oikawa per la recente perdita di Hiroki ed entrò nel suo corpo per sopravvivere, promettendogli di realizzare il suo desiderio di recarsi a Digiworld. Ora Myotismon, che ha raccolto abbastanza energia, può uscire dal corpo di Oikawa, alimentato dai Fiori delle Tenebre, trasformato in MaloMyotismon. Quindi, uccide senza pietà Arakenimon e Mummymon per testare i poteri del suo nuovo corpo e si appresta a combattere i Digiprescelti. |                   |                  |
| 49                                        | Forza di volontà 「最後のアーマー進化」 - Saigo no Armor Shinka – "Le ultime evoluzioni armor" | 18 marzo 2001     | 16 luglio 2002   |
| 49                                        | MaloMyotismon inganna con delle illusioni i Digiprescelti, cercando di privarli del loro spirito combattivo; tuttavia, Davis se ne accorge e, dopo aver aiutato gli amici ad uscire dalle illusioni, infonde loro il suo coraggio. Trovandosi in una dimensione dove tutto è possibile, i Digimon dei sei Digiprescelti digievolvono in tutte le loro forme contemporaneamente, creando un esercito di Digimon che combattendo insieme mette in difficoltà MaloMyotismon, il quale però apre un varco che lo conduce a Digiworld, dove, grazie alla sua energia oscura, minaccia di far piombare per sempre nelle tenebre il mondo reale e Digiworld. |                   |                  |
| 50                                        | Digiworld, dolce Digiworld 「ぼくらのデジタルワールド」 - Bokura no Digital World – "Il nostro Mondo Digitale" | 25 marzo 2001     | 17 luglio 2002   |
| 50                                        | La situazione è critica: il mondo reale e Digiworld stanno per essere dominati da MaloMyotismon. Tuttavia, tutti i Digiprescelti del mondo aiutano Davis, Kari, TK, Cody, Ken e Yolei, infondendogli la loro energia. I ragazzi, guidati dalle loro speranze e dai loro sogni, riescono a sconfiggere il perfido MaloMyotismon, che scompare nel nulla. Oikawa, in fin di vita, decide di ripristinare con la sua energia rimanente l'equilibrio di Digiworld, scomparendo anch'egli e trasformandosi in vera e propria energia. La storia fa dunque un salto avanti di 25 anni, giungendo all'epilogo. Ora il portale tra Digiworld e il mondo reale è sempre aperto e ogni umano ha un suo Digimon. Tai e Agumon sono diventati dei diplomatici e fanno da ambasciatori fra il mondo reale e Digiworld; Sora e Biyomon sono diventate stiliste e la prima si è sposata con Matt; Matt è stato il primo astronauta ad andare nello spazio con un Digimon (ovviamente Gabumon); Mimi e Palmon lavorano in televisione come cuoche; Izzy e Tentomon sono ricercatori e studiano Digiworld; Joe, aiutato da Gomamon, è il primo medico di Digiworld; Davis e Veemon hanno aperto una catena di ristoranti famosi in tutto il mondo; Kari e Gatomon sono diventate maestre di scuola; Ken e Yolei, con Wormmon e Hawkmon sempre al loro fianco, si sono sposati e lui fa il poliziotto; Cody è diventato un avvocato; TK infine, sempre accompagnato da Patamon, è diventato uno scrittore, che si rivela essere anche colui che ha narrato le avventure dei digiprescelti sin dalla prima serie. Tutti quanti si ritrovano spesso a Digiworld, accompagnati dai loro figli e dai loro Digimon. |                   |                  |

## Edizioni home video

### Giappone
La Toei Video, ramo della Toei Animation relativo alla distribuzione, ha distribuito un totale di dodici DVD relativi a Digimon Adventure 02 in Giappone tra il 21 gennaio ed il 7 dicembre 2001. La serie fu anche distribuita sotto forma di box set da nove dischi dal 22 dicembre 2006 dalla Happinet Pictures.
| Distribuzioni in DVD della Toei Video | Distribuzioni in DVD della Toei Video | Distribuzioni in DVD della Toei Video | Distribuzioni in DVD della Toei Video | Distribuzioni in DVD della Toei Video | Distribuzioni in DVD della Toei Video | Distribuzioni in DVD della Toei Video | Distribuzioni in DVD della Toei Video | Distribuzioni in DVD della Toei Video |
| Volume                                | Data di uscita                        | Dischi                                | Episodi                               |                                       | Volume                                | Data di uscita                        | Dischi                                | Episodi                               |
| ------------------------------------- | ------------------------------------- | ------------------------------------- | ------------------------------------- | ------------------------------------- | ------------------------------------- | ------------------------------------- | ------------------------------------- | ------------------------------------- |
| 1                                     | 21 gennaio 2001                       | 1                                     | 4                                     | 7                                     | 21 luglio 2001                        | 1                                     | 4                                     |                                       |
| 2                                     | 21 febbraio 2001                      | 1                                     | 4                                     | 8                                     | 10 agosto 2001                        | 1                                     | 4                                     |                                       |
| 3                                     | 21 marzo 2001                         | 1                                     | 4                                     | 9                                     | 21 settembre 2001                     | 1                                     | 4                                     |                                       |
| 4                                     | 21 aprile 2001                        | 1                                     | 4                                     | 10                                    | 21 ottobre 2001                       | 1                                     | 4                                     |                                       |
| 5                                     | 21 maggio 2001                        | 1                                     | 4                                     | 11                                    | 11 novembre 2001                      | 1                                     | 5                                     |                                       |
| 6                                     | 21 giugno 2001                        | 1                                     | 4                                     | 12                                    | 7 dicembre 2001                       | 1                                     | 5                                     |                                       |

### Nord America
La Alliance Entertainment Corporation ha distribuito un box set composto da sei dischi degli episodi doppiati in inglese.

### Italia
In Italia fu pubblicata esclusivamente una sola VHS edita da Rai Trade nel 2002 in allegato al settimanale Oggi, la quale presentava il primo episodio assieme ad una pubblicità riguardante il merchandise e l'imminente messa in onda su Rai 2. Tale spot era presentato dal personaggio di Yolei.